# جوسيلينو كوبيتشيك
جوسيلينو كوبيتشيك دي ألوفيرا (بالبرتغالية: Juscelino Kubitschek de Oliveira‏) من مواليد مدينية ديامانتينا 12 سبتمبر 1902 وتوفي في 22 أغسطس 1976. و قد تولى رئاسة البرازيل من 1956 إلى 1961 زوجته سارة وابنتيه مارسيا وماريا إستريلا. برز اسم جوسيلينو عند نقله وبنائه عاصمة البرازيل الحالية (برازيليا) في 21 أبريل 1960 وعاشت البرازيل نهضة اقتصادية لم يسبق لها مثيل من قبله.

## حياته وسيرته السياسية المبكرة
ولُد جوسيلينو كوبيتشيك لعائلة فقيرة في ديامانتينا، ميناس جيرايس. كان والده، جواو سيزار دي أوليفيرا (1872-1905)، الذي توفي عندما كان عمر جوسيلينو سنتين، رجل مبيعات متجولًا. ربته والدته، وهي معلمة مدرسة اسمها جوليا كوبيتشيك (1873-1973)، من أصل تشيكي وغجري. درس في المدرسة الاكليريكية في ديامانتينا، حيث كان طالبًا متوسط المستوى.
ارتاد كوبيتشيك جامعة ميناس جيرايس الاتحادية في بيلو هوريزونتي عندما أصبح عمره عشرين عامًا. أصبح طبيبًا مرخصًا بعد سبع سنوات من الدراسة. ثم ذهب إلى أوروبا لبضعة سنوات بعد التخرج وعاد في النهاية إلى البرازيل بعد ثورة عام 1930 التي اتسمت بصعود الرئيس جيتوليو فارجاس للسلطة.
عمل كوبيتشيك طبيبًا في الشرطة العسكرية وعايَن المرضى في مستشفى عسكري في ميناس جيرايس. صادق كوبيتشيك محافظ ميناس جيرايس، بينيديتو فّالاداريس الذي عيَّن كوبيتشيك رئيسًا للأركان عام 1932. ترشح كوبيتشيك في الانتخابات للمرة الأولى بعد سنتين في عام 1934، وأصبح عضوًا في مجلس نواب البرازيل الاتحادي بدعم بارتيدو بروجريسيفو (الحزب التقدمي). في عام 1940، عُين عمدةً لبيلو هوريزونتي؛ في عام 1945، انتُخب لذلك المنصب بمساندة بارتيدو سوسيال ديموكراتيكو (الحزب الاشتراكي الديمقراطي) ولوحظ أنه طموح لتوسيع الأعمال العامة وتحسين البنية التحتية. أسس علاقةً قوية، ومهنية مع المعماري المعروف أوسكار نيماير في الفترة التي شغل فيها منصب عمدة بيلو هوريزونتي، الذي أصبح لاحقًا مساهمًا في تصميم برازيليا. فوَّض كوبيتشيك في هذا الوقت أوسكار نيماير بتصميم عدة بنايات للبلدية في بيلو هوريزونتي.
رشَّح مرة ثانية لمجلس نواب البرازيل عام 1945، ورشَّح في عام 1950 لمنصب محافظ ولاية ميناس جيرايس. ذاع صيته كمحافظ بتركيزه على معالجة النقل والطاقة وإنشائه لشركة طاقة حكومية بَنت خمس محطات جديدة للطاقة، وعَزز تحسين الطرق، والجسور، والمدارس، والمستشفيات.

## الرئاسة

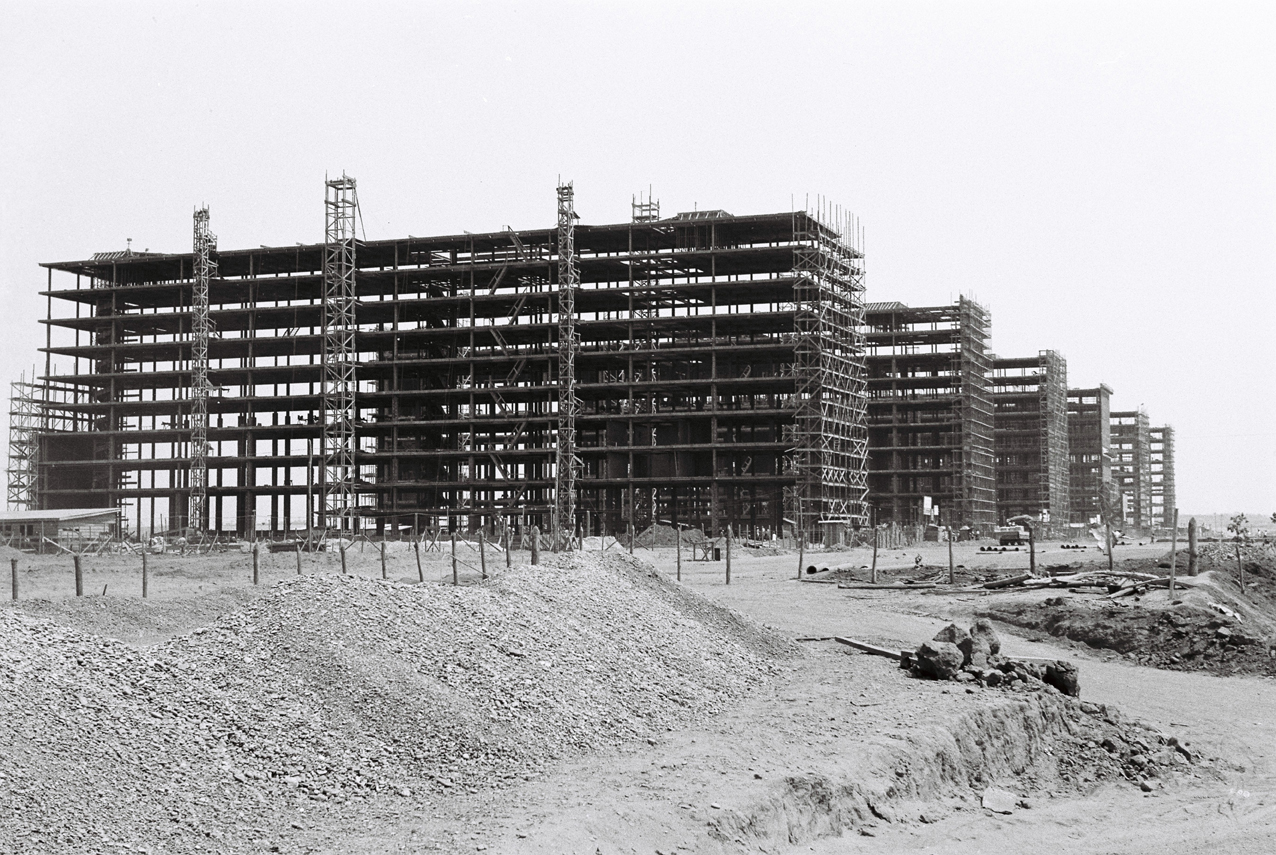
تشييد مبنيين وزاريين في برازيليا 1959

بعد انتحار الرئيس جيتوليو فارجاس عام 1954، أكمل نائب الرئيس جواو كافيه فيلهو بقية الفترة الرئاسية حتى انتخابات عام 1955 والتي أُجريت في شهر أكتوبر. قرر جوسيلينو كوبيتشيك الترشح للرئاسة في سباق مع مرشحَين آخرين. رشَّح بشعار «تقدم خمسين سنة في خمسة سنوات« وأنشأ برنامجًا يسلط الضوء على الطاقة، والزراعة، والصناعة، والتعليم، والنقل. وأكد أيضًا على رغبته بتنويع اقتصاد البرازيل وفتحه للاستثمار الأجنبي. كان كذلك مؤيدًا صريحًا لنقل عاصمة البرازيل إلى خارج ريو دي جانيرو وإلى موقع مركزي أكثر في البلد لتعزيز التنمية الإقليمية.
قبل تولي كوبيتشيك للمنصب، كانت هنالك شائعات حول انقلاب عسكري يختمر وأصبح حزب المعارضة أونيو ديموكراتيكا ناسيونال (الاتحاد الديمقراطي الوطني أو يو دي أن) صريحًا بشأن علاقاته الوثيقة مع فارغاس وتعاطفه المزعوم مع الشيوعيين. نظَّم وزير الحرب هنريكي لوت مع تحالف من ضباط عسكريين رفيعي المناصب مقاومة  مضادة لضمان تولي جوسيلينو كوبيتشيك للمنصب... تولى جوسيلينو كوبيتشيك منصب الرئيس الحادي والعشرين للبرازيل في 31 يناير 1956.
كان للخطة 31 هدفًا موزعين في ست مجموعات كبيرة: الطاقة، والمواصلات، والطعام، والصناعات الأساسية، والتعليم، والهدف الرئيسي، بناء برازيليا. سعت هذه الخطة لتنويع وتوسيع الاقتصاد البرازيلي، وبُنيت على التوسع الصناعي ودمج الأقاليم الوطنية.

### ضامنًا للديمقراطية
اتسمت حكومته بفترة استقرار سياسي ومحافظة على الحكم الديمقراطي. استخدم كوبيتشيك قدرته السياسية المتفوقة للتوفيق بين المجتمع. استطاع إعادة بناء هيكل الحكومة، بنقله للعاصمة من ريو دي جانيرو إلى موقعها الجديد في برازيليا.
تجّنب أي صدام مباشر مع خصومه السياسيين، مثل يو دي أن، والذي كان حزب المعارضة الرئيسي لإدارة كوبيتشيك. منح أيضًا عفوًا سياسيًا لرجال شاركوا في »ثورة جاكارياسانغا».

### الرعاية الصحية
باعتباره طبيبًا ممارسًا، كان جيتوليو شغوفًا بإصلاح الرعاية الصحية. قام كوبيتشيك بحملة لتأسيس بيروقراطية صحة مركزية لم تكون موجودةً سابقًا لمعالجة مشاكل الصحة في الريف بشكل أكثر كفاءة. أبرزها مان دي أن إي آر يو والتي كانت وكالةً أُنشأت لمعالجة مرض السل، والملاريا ومشاكل اللقاحات في مناطق الريف البرازيلي النائية حيث كان الوصول للرعاية الصحية نادرًا. أشرف ايضًا على إعادة تنظيم الإس يو إس (النظام الصحي الموحد).

### الاقتصاد والأعمال الرئيسة
بالرغم من كون مشروعه الرئيس تطوير الصناعة الوطنية، لم يصبح هنالك انفتاح أكبر للاقتصاد الوطني على رأس المال الأجنبي، إلا مع إطلاق »خطة الأهداف« عام 1956. استثنى استيرادات جميع المكائن والمعدات الصناعية من الضرائب، وكذلك رأس المالي الأجنبي. رغم ذلك، كان الاستثناء فقط لرأس المال المرتبط برأس مال وطني (رأس المال المرتبط). ولتضخيم السوق الداخلية، أنشأ سياسةً ائتمانيةً سخية.
روَّج لتنمية صناعة السيارات، والصناعات البحرية، وبناء محطات طاقة كهرومائية. ومع استثناء الصناعة الكهرومائية، خلق جيتوليو عمليًا اقتصادًا بدون شركات مملوكة من قبل الدولة. وكان لديه برنامج تقدمي جدًا على جبهة التعليم، ومع ذلك لم يُنفَّذ ذلك قط.
اهتم كوبيتشيك كثيرًا كذلك بإنشاء الطرق الكبيرة العابرة للأقاليم. وانتُقد لتركيزه على إنشاء الطرق فقط وغض النظر عن النقل بالسكك الحديدية. اليوم، ما زال هذا القرار محط جدل. ومع ذلك، ساعد إنشاء الطرق في توحيد المنطقة الأمازونية، مع بناء برازيليا.
ازدهر الاقتصاد، لكن بعض النقاد لاموه لاحقًا على التضخم والدين. في الحقيقة، عانت التنمية التي ظهرت تحت قيادته كثيرًا في السبعينيات والثمانينيات بالتحديد بسبب ازدهار التصنيع. أدت الصناعة القوية المعتمدة على مصادر الطاقة إلى معاناة البرازيل أكثر من غيرها من أزمة النفط في الأعوام 1973 و1979. لأنها كانت مرغمةً على استيراد أكثر من 80% من استهلاكاتها، ساهم ارتفاع أسعار النفط بأربعة أضعاف بشكل كبير في دين البرازيل، والتضخم وافتقارها للقدرة التنافسية.
عند اقتراب نهاية فترته الرئاسية، زاد الدين الأجنبي من 87 مليون دولار إلى 297 مليون دولار. وزاد حجم التضخم والتفاوت في الثروة، مع إضرابات انتشرت من المناطق الريفية إلى الحضرية. ومع ذلك، ما زال يُعتبر الأجر الأدنى من ذلك الوقت هو الأعلى في لحظة في التاريخ البرازيلي. سعى أيضًا للحصول على قرض من صندوق النقد الدولي، ولكنه انسحب من المفاوضات.
أنهى كوبيتشيك فترته الرئاسية بنمو مقداره 80% في الإنتاج الصناعي ولكن بنسبة تضخم مقدارها 43%.

### بناء برازيليا
أُعطيت فكرة بناء عاصمة جديدة في مركز الدولة أهمية سابقًا في الدساتير البرازيلية للأعوام 1892، 1934 و1946، ولكن التخطيط لها لم يبدأ بأخذ شكله حتى عام 1956 استجابةً إلى وعد حملة كوبيتشيك بتطوير داخلية البلاد. كانت خطوة نقل العاصمة من ريو دي جانيرو محط جدل وكان هنالك انقسام ومعارضة حولها بين الناس في ريو دي جانيرو وجميع أنحاء البرازيل. بُثت النقاشات التي شملت رجال الدولة، والمقيمين، والمهنيين على التلفاز في برنامج » كيو سيرا دو ريو« ورسائل إلى المحرر في كوهيو دا مانيا.
قاد العمل المُخطط الحضري لوسيو كوستا، والمعماري أوسكار نيماير ومصمم المناظر الطبيعية روبرتو بورل ماركس، بدأ العمل في فبراير 1957. أُدخلت أكثر من 200 آلة إلى العمل وأتى 30,000 عامل من كل أنحاء البلاد، لكن أغلبهم كانوا من الجزء الشمالي الشرقي. استمر البناء ليلًا ونهارًا ليحقق هدف إنهاء برازيليا بتاريخ 21 أبريل 1960، تكريمًا لأنكونفدينسيا مينيرا (مؤامرة ميناس جيرايس) وتأسيس روما. ظهرت فجأة عاصمة جديدة بالكامل، بالشوارع، والقصور الحكومية، والبنى التحتية، ومرافق العيش، ألخ. في وسط السافانا في 41 شهرًا فقط، وقبل الموعد المستهدف. وبمجرد افتتاحها، اعتُبرت برازيليا تحفةً من الحضرية الحديثة والعمارة الحديثة.

## روابط خارجية
- جوسيلينو كوبيتشيك على موقع IMDb (الإنجليزية)
- جوسيلينو كوبيتشيك على موقع الموسوعة البريطانية (الإنجليزية)
- جوسيلينو كوبيتشيك على موقع مونزينجر (الألمانية)
- جوسيلينو كوبيتشيك على موقع إن إن دي بي (الإنجليزية)
- جوسيلينو كوبيتشيك على موقع ديسكوغز (الإنجليزية)
- جوسيلينو كوبيتشيك على موقع قاعدة بيانات الفيلم (الإنجليزية)